# قائمة البعثات الدبلوماسية في البوسنة والهرسك

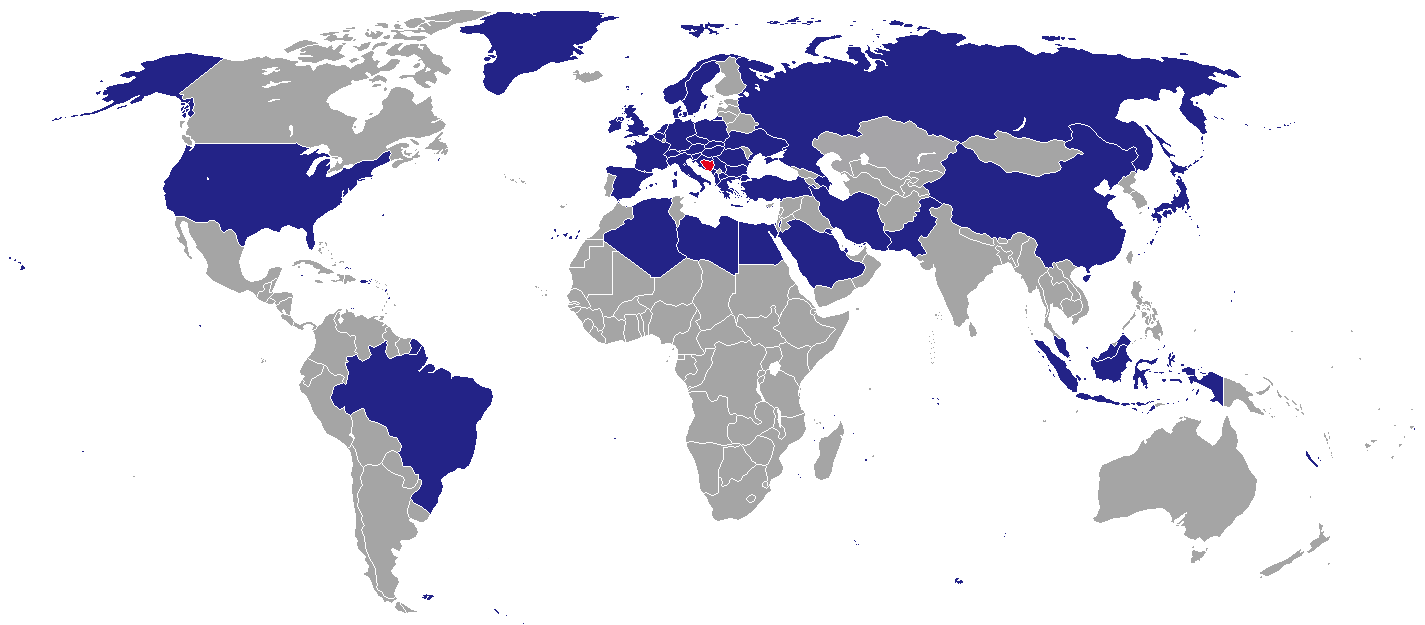
خريطة البلدان التي لديها بعثة دبلوماسية في البوسنة والهرسك

تعرض هذه الصفحة قائمة بأسماء الدول التي توجد لديها بعثات دبلوماسية إلى البوسنة والهرسك. حاليا، توجد في العاصمة سراييفو 45 سفارة.

## سفارات

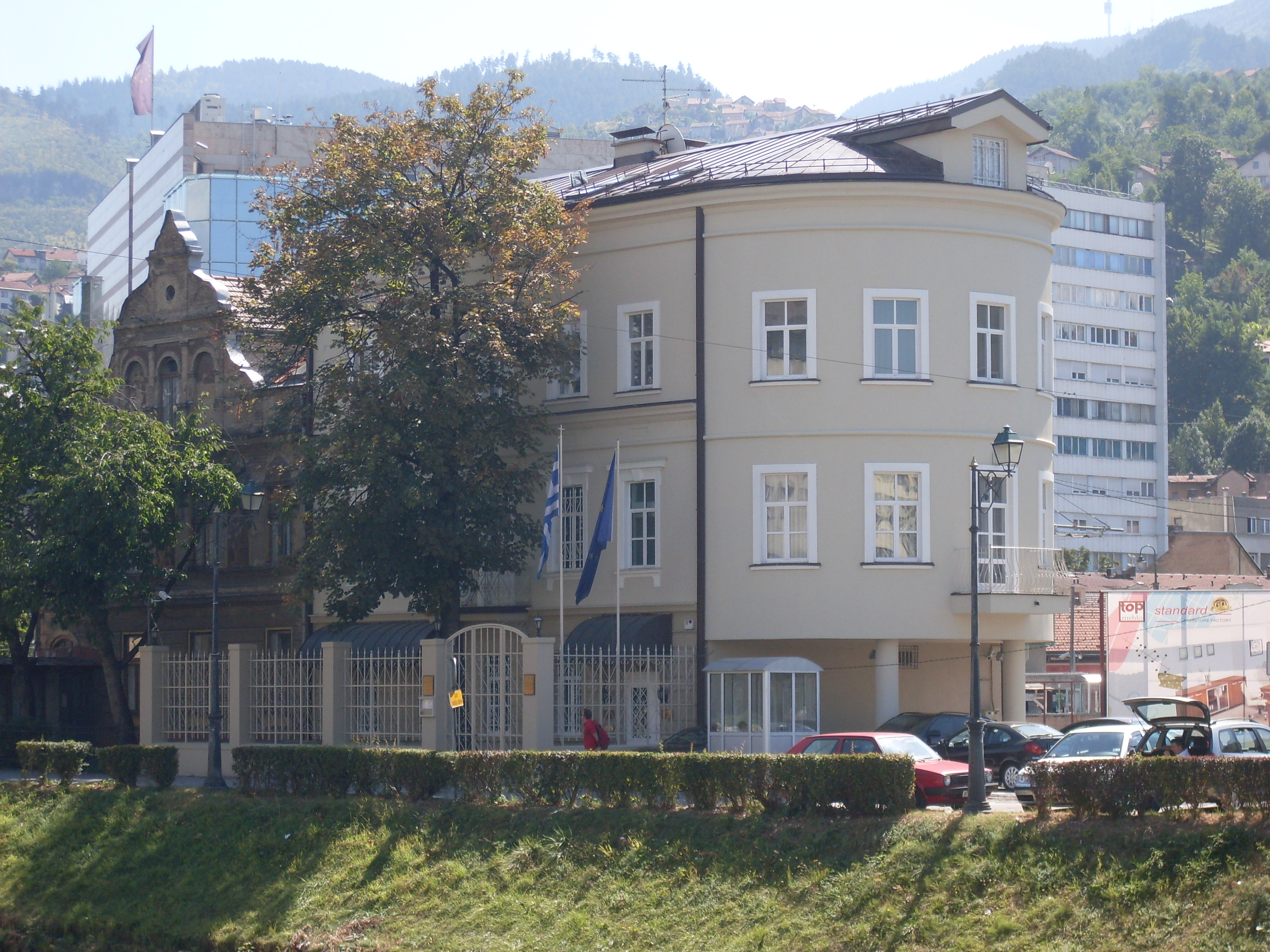
سفارة اليونان

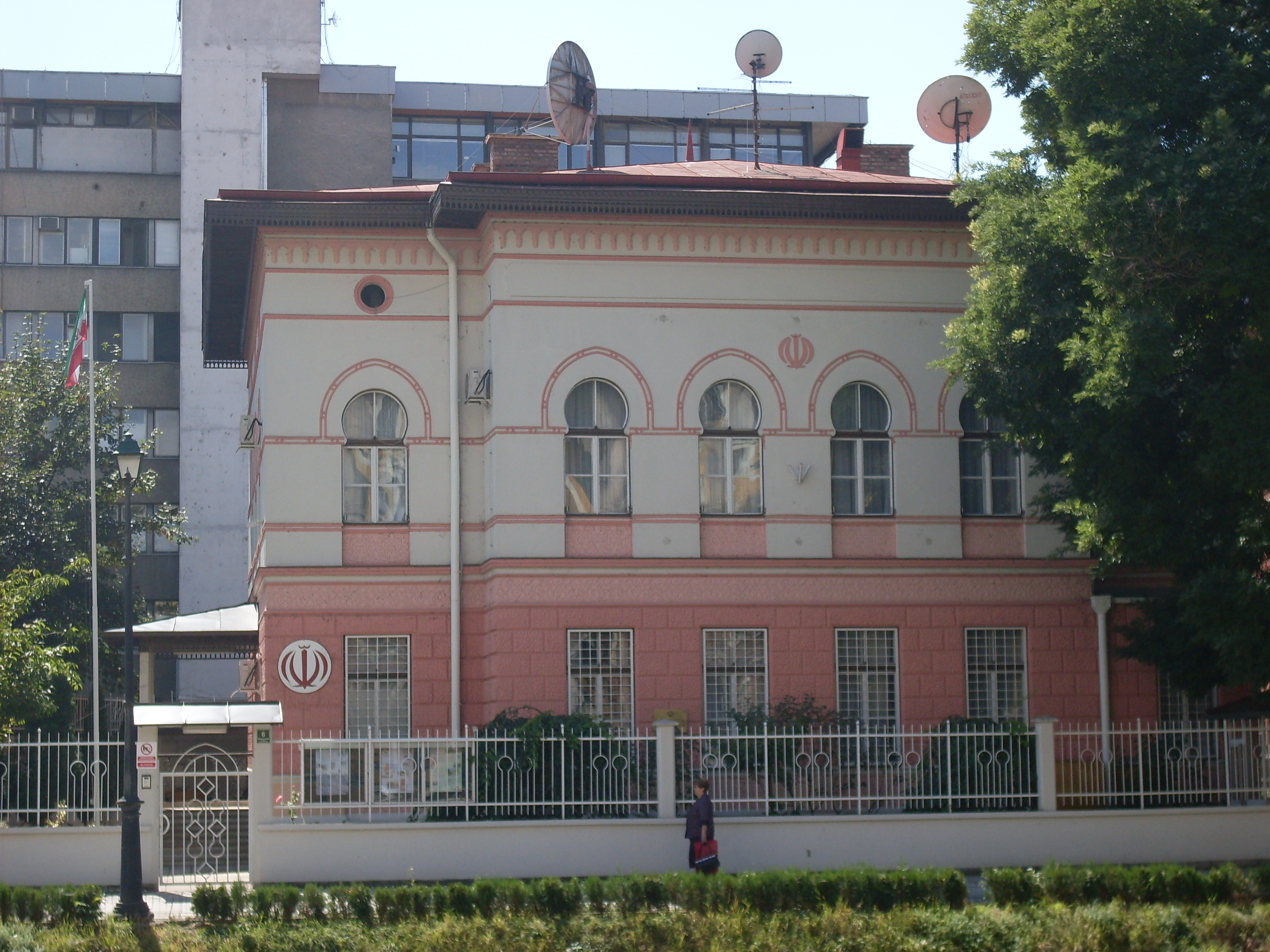
سفارة إيران

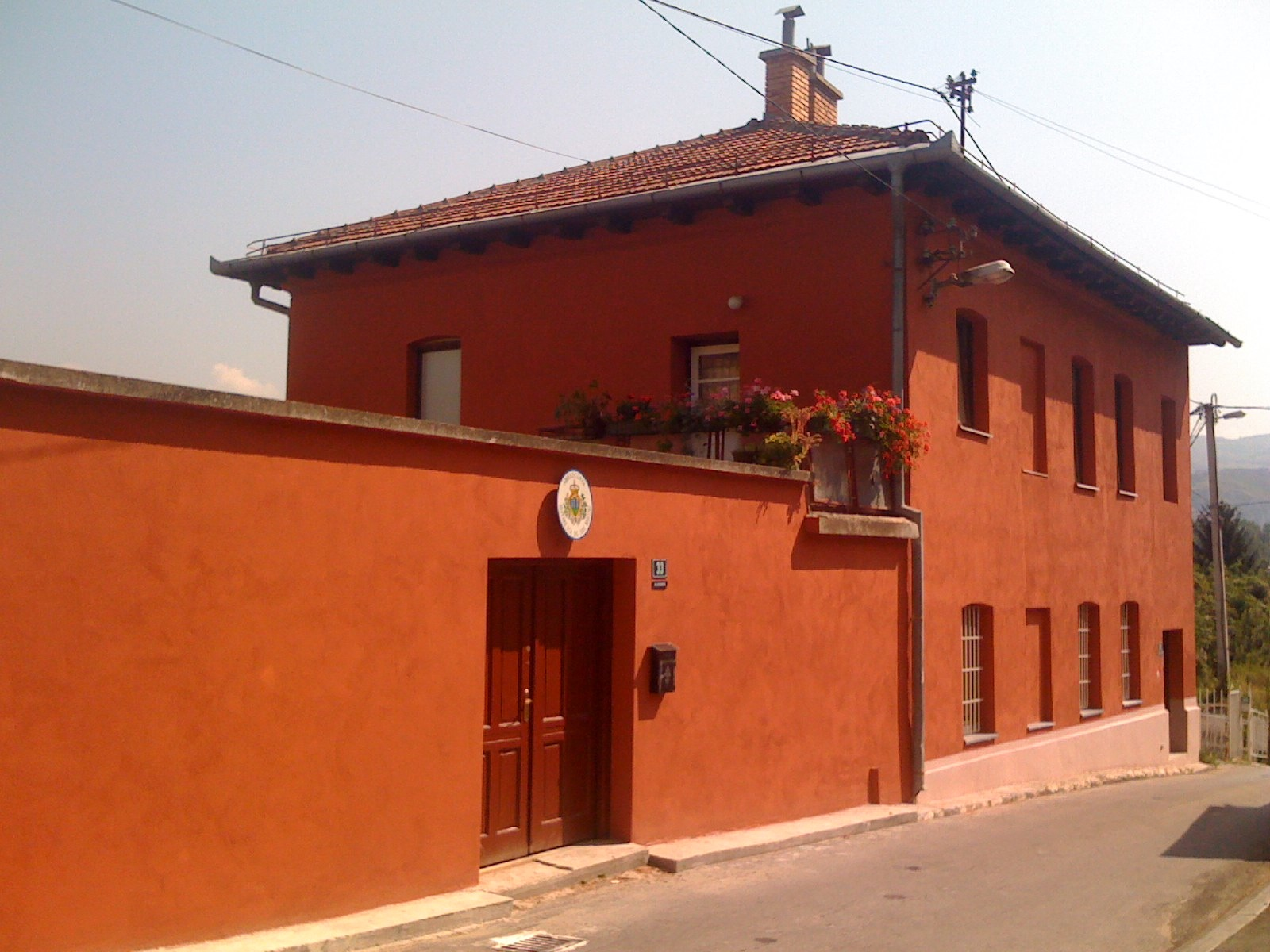
سفارة سان مارينو

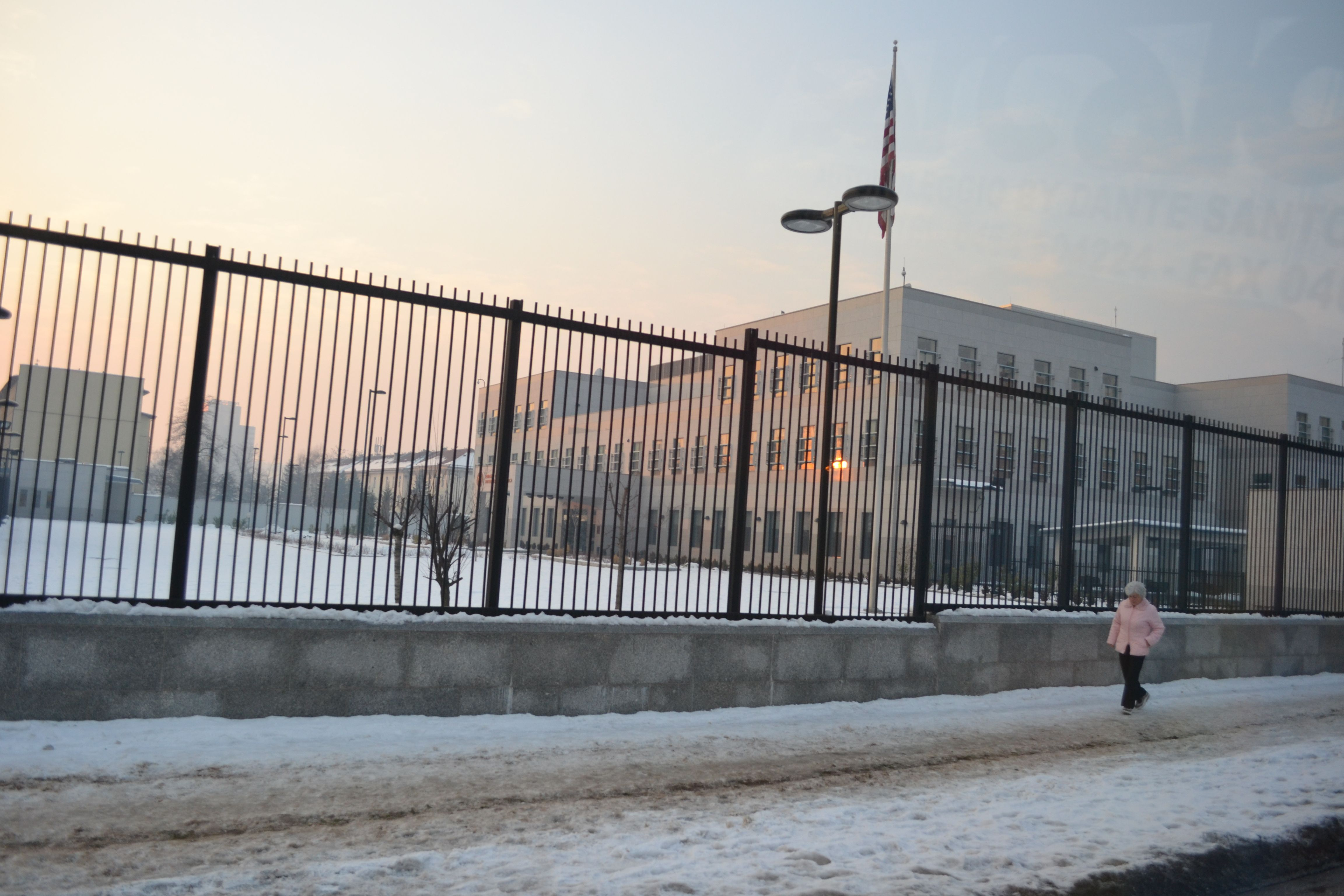
سفارة الولايات المتحدة

سراييفو
| - النمسا - أذربيجان - البرازيل - بلغاريا - الصين - كرواتيا - جمهورية التشيك - الدنمارك - مصر - فرنسا - ألمانيا - اليونان - الفاتيكان - المجر - إندونيسيا - إيران - إيطاليا - اليابان - الكويت - ليبيا - ماليزيا - الجبل الأسود | - هولندا - مقدونيا - النرويج - باكستان - فلسطين - بولندا - قطر - رومانيا - روسيا - سان مارينو - السعودية - صربيا - سلوفاكيا - سلوفينيا - مالطا - إسبانيا - السويد - سويسرا - تركيا - المملكة المتحدة - الولايات المتحدة |

## مكاتب سفارات وبعثات أخرى
- الاتحاد الأوروبي (وفد)
- أوكرانيا

## مكاتب تمثيلية
بانيا لوكا
- فرنسا
- ألمانيا
- سلوفينيا
- المملكة المتحدة
- الولايات المتحدة

موستار
- الولايات المتحدة

## قنصليات عامة
بانيا لوكا
- كرواتيا
- مقدونيا (سيتم افتتاحها)
- صربيا

موستار
- كرواتيا
- تركيا

توزلا
- كرواتيا

## سفارات غير مقيمة
مقيمين في بودابست ما لم يذكر خلاف ذلك.
| - الجزائر (روما) - أنغولا (بلغراد) - الأرجنتين (بودابست) - أستراليا (فيينا) - بنغلاديش (لاهاي) - بيلاروس (بلغراد) - بلجيكا (فيينا) - بوركينا فاسو (روما) - كندا - تشيلي - كولومبيا (فيينا) - كوبا - قبرص - إستونيا (تالين) - فنلندا (زغرب) - جورجيا (أنقرة) - آيسلندا (فيينا) - الهند - أيرلندا (ليوبليانا) - إسرائيل (تيرانا) - الأردن (روما) - كوريا الشمالية (صوفيا) - كوريا الجنوبية (زغرب) - الكويت (لاهاي) | - لاتفيا (أثينا) - ليتوانيا - مالي (روما) - مالطا (فاليتا) - المكسيك (بلغراد) - مولدوفا (زغرب) - نيوزيلندا (روما) - نيجيريا - عُمان (روما) - بنما (روما) - باراغواي (روما) - بيرو - الفلبين - جنوب إفريقيا (أثينا) - سريلانكا (فيينا) - سوريا (بلغراد) - تنزانيا (روما) - تايلاند - أوكرانيا (زغرب) - الإمارات العربية المتحدة (روما) - اليمن (برلين) - فيتنام (بودابست) - زامبيا (برلين) |